# Djamel Belmadi
Djamel Belmadi (àrab:جامل بلماضي) (Champigny-sur-Marne, 27 de març de 1976) és un futbolista franco-algerià, que ocupa la posició de migcampista.

## Trajectòria
Inicia la seua carrera al Paris St Germain, tot debutant al gener del 1996 contra el Gueugnon. La campanya següent la passa al Martigues, i la 97/98 a l'Olympique de Marsella. La temporada següent recala a l'AS Cannes.
L'agost de 1999 signa de nou per l'Olympique, però és cedit al Celta de Vigo, de la primera divisió espanyola, on roman mitja temporada. De nou a Marsella, gaudeix de certa regularitat durant les següents temporades.
Al mercat d'hivern de la temporada 02/03 és cedit al Manchester City FC, anglès, tot debutant el 29 de gener de 2003 davant el Fulham FC. No té massa reeixida al Manchester, on només és titular en dues ocasions. Al retornar a Marsella, no té lloc a l'equip provençal i marxa a Qatar, on milita als equips d'Al-Ittihad i Al-Kharitiyath.
El mes de juliol del 2005, realitza diverses proves en equips britànics, com ara Celtic FC, Wigan Athletic FC o Sunderland AFC, incorporant-s'hi finalment al Southampton FC. Tot i iniciar una bona campanya, les lesions van afectar el seu posterior rendiment.
El 2007 deixa el Southampton i retorna a França, per jugar amb el Valenciennes.

## Selecció
Belmadi ha estat internacional amb Algèria en 20 ocasions, tot marcant cinc gols. Va participar en la Copa d'Àfrica del 2004.